# Theodor Wende
Theodor Wende (* 3. Dezember 1883 in Berlin; † 6. Februar 1968 in Pforzheim) war ein deutscher Gold- und Silberschmied.

## Leben und Werk
Wende absolvierte ab dem Jahr 1898 eine Lehre in Berlin. Danach arbeitete er bis zum Jahr 1905 als Geselle in Berlin. Er studierte von 1905 bis 1907 an der staatliche Zeichenakademie in Hanau. Von 1908 bis 1912 studierte er bei Petersen, Joseph Wackerle und Hanns Bastanier an der Kunstgewerbeschule Berlin. Von 1913 bis 1921 war Wende Mitglied der Darmstädter Künstlerkolonie, wo er die Nachfolge Ernst Riegels antrat, der nach Köln gewechselt war.
Im 1. Weltkrieg war Wende bis zum Jahr 1918 Soldat. Nach dem Krieg arbeitete er als Gold- und Silberschmied in Darmstadt. Ab dem Jahr 1921 war er Professor an der Badischen Kunstgewerbeschule Pforzheim. 1951 wurde er emeritiert.
Wendes Werk gehört zum Jugendstil. Nach seinem Ableben ging ein Großteil seines Nachlasses an das Hessische Landesmuseum Darmstadt.

## Ausstellungen, Galerien, Museen (Auswahl)
- Im Jahre 1914 beschickte Wende die 3. Ausstellung auf der Mathildenhöhe in Darmstadt. Hier waren seine Goldschmiedearbeiten neben Entwürfen für Grabkunst zu sehen.
- Im Jahre 1919 präsentierte er neue Arbeiten im Ernst-Ludwig-Haus in Darmstadt.